# Alles Bingo
Alles Bingo ist ein Studioalbum der deutschen Countryband Truck Stop. Dies ist ein Album im klassisches Stil von der Band mit mehreren Keyboard- und Synthesizer-Samples. 
Frl. Menke, die Tochter des Produzenten Joe Menke und Andreas Cisek (der spätere Frontmann der Band) steuerten auch Texte für das Album bei. Auf dem Plattencover ist ein anderes Bild der Band als auf der CD. 

## Titelliste
1. Alles Bingo (Text: Schüsch/Musik: Bewersdorff)
2. Charly’s Boss (Text: Berndt/Musik: Bewersdorff)
3. Manana (Text: Lost/Musik: Eckardt)
4. Telegramm aus Texas (Text: Doll/Musik: Bewersdorff)
5. Wenn du nur willst (Text: Lost/Musik: Cisek)
6. Oh Winnetou, Oh Winnetou (Text: Sieg, Menke/Musik: Doll)
7. Der Fan-Anruf (Text und Musik: Bewersdorff)
8. Country Fans (Text: Menke/Musik: Berndt)
9. Ball der Einsamen Herzen (Text: Doll/Musik: Bewersdorff)
10. Wer ist der Kerl (Text: Doll/Musik: Bewersdorff)
11. Endlich Heim nach Hamburg (Text und Musik: Reichling)
12. Kleine Mädchen (Text: Cisek/Musik: Lost)
13. Willst du nen alten Freund behalten (Text: Doll/Musik: Bewersdorff)
14. Hallo Freunde (Text: Eckardt/Musik: Reichling)